# Эмили (ураган, 2005)
Ураган «Эмили» (англ. Hurricane Emily) — мощный тропический циклон, который нанес значительный ущерб Малым Антильским островам, Карибскому региону и Мексике. Пятый поименованный шторм рекордного сезона ураганов в Атлантике 2005 года, Эмили является одним из двух атлантических ураганов 5 категории, зарегистрированных в июле наряду с ураганом Берил в 2024 году.

## Последствия
| Country                   | Fatalities | Damage (USD) |
| Гренада                   | 1          | $44,87 млн   |
| Ямайка                    | 5          | $64,3 млн    |
| Республика Гаити          | 10         | Н/Д          |
| Гондурас                  | 1          | Н/Д          |
| Мексика                   | 5          | $322 млн     |
| Соединённые Штаты Америки | 0          | $4,8 млн     |
| Общий                     | 22         | >$371,67 млн |

14 июля ураган пришел в Гренаду, это второй сильный ураган после Ураган Иван которой ударил по островам меньше, чем годом ранее. Эмили привела к гибели людей и значительный ущерб в северной части страны. 16 домов разрушены, еще более 200 повреждены, а две основные больницы были затоплены. Убытки е урагана были оценены в 372 миллиона долларов. Сообщалось о оползни на востоке Ямайки, вызванные сильным дождем, когда шторм проходил южнее острова. Пять человек погибли из-за аварии, ущерб от урагана на Ямайке составляет 64 300 000 долларов. Сообщение также описывало повреждения в Тринидаде и Тобаго, где оползни и наводнения повредили несколько домов. В Гондурасе человек утонул в реке, когда она пришла с берегов из-за сильных дождей от происхождения урагана Эмили

### Мексика
Поражая полуостров Юкатан 18 июля как ураган 4 категории, большие убытки ожидались от ветров со скоростью 135 км/ч. Наиболее сильное влияние испытали районы Плайя-дель-Кармен, Тулум и Козумель. Из-за относительно быстрое движение Эмили, количество осадков было достаточно легкой, достигая 120 мм (4,9 дюйма). Сильный ветер урагана Эмили, вызвал значительное влияние на Кинтана-Роо, особенно в муниципалитете «Солидаридад», оставив почти 200 000 будигеив без света. О структурных повреждений, 851 дом получил разной степени. Примерно 13,345 десятин (5,400 га) лесов и сельскохозяйственных угодий пострадали от шторма. Наиболее существенные убытки, связанные с ураганом, связаны с туристической индустрией. Более 12 500 номеров, почти пятая часть доступной гостиничной инфраструктуры государства, понесли ущерб. В общем ущерб государству составил 322 миллиона Долл. США. Второй выход на сушу Эмили, как сильный ураган 3 категории, нанес значительный ущерб северо-восточному побережью Мексики. В рыбацкой общине Лагуна Мадре более 80 % зданий было уничтожено в результате штормового нагона.

### Техас
На юге Техас повреждения были относительно незначительными, несмотря на близость шторма. Части штата испытали, ветры и порывы до 65 км/ч. Не было зафиксировано значительных структурных повреждений, хотя некоторые деревья были уничтожены, а более 30 000 человек отключена электроэнергия. Кроме того, в Техасе в результате урагана Эмили появилось восемь смерчей, повредив или уничтожив несколько домов. Были отмечены некоторые положительные эффекты остатки Эмили прошли дальше к западу от Техаса и доставили крайне необходимы осадки, помогло облегчить засуху. Сельскохозяйственные потери в Техасе составили $ 4 700 000, в то время как имущественные убытки достигли 225 000 долларов США.